# Гейлакс (Вірджинія)
Гейлакс (англ. Galax) — незалежне місто в США,  в штаті Вірджинія. Населення — 6720 осіб (2020).

## Географія
Гейлакс розташований за координатами 36°39′56″ пн. ш. 80°54′52″ зх. д. / 36.66556° пн. ш. 80.91444° зх. д. ( 36.665640, -80.914308).  За даними Бюро перепису населення США в 2010 році місто мало площу 21,44 км², з яких 21,34 км² — суходіл та 0,10 км² — водойми.

## Демографія
Згідно з переписом 2010 року, у місті мешкали 7042 особи в 2922 домогосподарствах у складі 1801 родини. Густота населення становила 328 осіб/км².  Було 3252 помешкання (152/км²). 
Расовий склад населення:
| - 85,8 % — білих - 6,2 % — чорних або афроамериканців - 0,5 % — азіатів - 0,1 % — вихідців з тихоокеанських островів - 0,1 % — корінних американців - 5,2 % — осіб інших рас |

До двох чи більше рас належало 2,0 %. Іспаномовні складали 14,0 % від усіх жителів.
За віковим діапазоном населення розподілялося таким чином: 21,9 % — особи молодші 18 років, 57,9 % — особи у віці 18—64 років, 20,2 % — особи у віці 65 років та старші. Медіана віку мешканця становила 42,4 року. На 100 осіб жіночої статі у місті припадало 88,9 чоловіків;  на 100 жінок у віці від 18 років та старших — 84,1 чоловіків також старших 18 років.
Середній дохід на одне домашнє господарство  становив 48 043 долари США (медіана — 30 604), а середній дохід на одну сім'ю — 54 835 доларів (медіана — 42 616). Медіана доходів становила 37 047 доларів для чоловіків та 29 356 доларів для жінок. За межею бідності перебувало 26,8 % осіб, у тому числі 48,1 % дітей у віці до 18 років та 7,7 % осіб у віці 65 років та старших.
Цивільне працевлаштоване населення становило 2842 особи. Основні галузі зайнятості: виробництво — 21,4 %, освіта, охорона здоров'я та соціальна допомога — 19,8 %, роздрібна торгівля — 16,7 %.